# Monotasking
In informatica si dice che un programma, un sistema operativo o qualsiasi tipo di software è monotask, quando questo è in grado di eseguire un solo processo per volta. Non consente l'esecuzione parallela di più processi tipica dei sistemi multitasking.